# Jorge Batlle Ibáñez
Jorge Batlle Ibáñez   (Montevideo, 25 d'octubre de 1927 - Montevideo, 24 d'octubre de 2016) va ser un advocat, periodista i polític uruguaià. President de la República Oriental de l'Uruguai des de l'1 de març de 2000 fins a l'1 de març de 2005. Va ser membre de l'ala liberal del Partit Colorado.
Fill i renebot de presidents carismàtics i rellevants a la història uruguaiana (Luis Batlle Berres i José Batlle y Ordóñez, respectivament), i besnet del president Lorenzo Batlle y Grau, va ser diputat entre 1959 i 1967.

## Carrera política fins a 1972
A la mort del seu pare, ocorreguda el 1964, va assumir el poder del sector que aquest havia fundat al Partit Colorado, la Llista 15, després d'eleccions internes de l'esmentat grup realitzades el 1965. Un any més tard va ser per primera vegada candidat presidencial, acompanyat en la fórmula presidencial per Julio Lacarte Muró, sent derrotat per escàs marge pel seu company de partit Óscar Diego Gestido.
L'abril de 1968, la seva imatge es va veure afectada seriosament per un escàndol financer denominat l'infidència, segons la qual hauria aprofitat personalment informació privilegiada sobre una imminent devaluació de la moneda pel govern. Aquestes acusacions mai no van poder, tanmateix, ser demostrades.
El 1971 va tornar a ser candidat presidencial pel seu partit, en fórmula completada per Renán Rodríguez, amb molt menys èxit que en l'anterior oportunitat.

## Durant la dictadura
L'octubre de 1972 –abans del començament de la dictadura militar– va ser reclòs en una caserna per ofenses a les Forces Armades, quan oficials de l'Exèrcit, van iniciar la campanya contra els «delictes econòmics» i van voler investigar «la presumpta infidència».
Durant la dictadura militar, Jorge Batlle, com altres dirigents polítics, va ser proscrit i en més d'una oportunitat va detingut. Entre 1976 i 1983 va integrar al costat d'Amílcar Vasconcellos i Raumar Jude el triumvirat que va dirigir clandestinament al Partit Colorado.

## Restauració democràtica
El 1984, en les primeres eleccions després de la dictadura, no va ser candidat presidencial. El seu sector va triomfar en els comicis amb la candidatura de Julio María Sanguinetti. Va ser elegit senador, encapçalant la Llista 15 al Senat, ocupant la banca entre 1985 i 1989.
El 1988 és convidat a Espanya per la Generalitat de Catalunya i discrepa sobre l'economia en la Cambra de comerç. Al seu torn també va mantenir aquest any una intensa activitat en l'Institut de Cooperació Iberoamericana a Madrid.
El 1989, quan ocupava una banca en el senat, contreu matrimoni amb Mercedes Menafra, sent aquesta la segona esposa de l'exmandatari després d'un previ divorci. Amb la seva anterior esposa va tenir dos fills, Raúl Lorenzo i Beatriz Batlle. També té tres nets, Nicolás, Lorenzo i Gerónimo.

## Les eleccions de 1989
Per a les eleccions de 1989, el president Sanguinetti va resoldre de donar suport a la candidatura presidencial del seu vicepresident Enrique Tarigo Vázquez, desconeixent les aspiracions polítiques de Batlle. Aquest va declarar per llavors en una entrevista, en frase recordada, que se sentia com si li haguessin arrencat un braç. Tanmateix, es van celebrar eleccions internes dins de la Llista 15, i en elles, la precandidatura de Batlle va triomfar sobre la de Tarigo, torçant així la voluntat presidencial.
En aquelles eleccions nacionals, per a les que va concórrer en fórmula presidencial compartida amb Jorge Sanguinetti, cosí del president, Batlle es va manifestar contrari a una reforma constitucional que es proposava, favorable al sector dels jubilats. Aquesta posició, segons molts observadors, va ser fatal per a la seva candidatura presidencial, a un país on els passius representen una alta quota de l'electorat. Les eleccions van ser guanyades pel Partit Nacional.
El 1990, la Llista 15 es va dividir. Les ferides produïdes per la disputa interna preelectoral durant les eleccions de 1989 van portar a la separació de Sanguinetti, que va fundar el Fòrum Batllista. Batlle va romandre com el principal membre de la Llista 15.

## Les eleccions de 1994 i 1999
El 1994 va ser per quarta vegada candidat presidencial, amb Federico Bouza com a company de fórmula. La seva votació va ser molt baixa, però en l'acumulació interna dins del Partit Colorado va resultar decisiva per a la victòria de Sanguinetti. Va tornar a ser elegit senador, ocupant el càrrec entre 1995 i 1999.
En les eleccions internes del Partit Colorado realitzades l'abril de 1999, va derrotar el precandidat del Fòrum Batllista, Luis Hierro López i es va convertir en el candidat presidencial del seu partit. L'octubre d'aquest any, acompanyat en la fórmula presidencial per Hierro López, va sortir segon i va passar a la segona volta al costat del candidat del Front Ampli, Tabaré Vázquez. Una aliança amb el Partit Nacional li va permetre convertir-se en president electe el novembre.

## La seva presidència

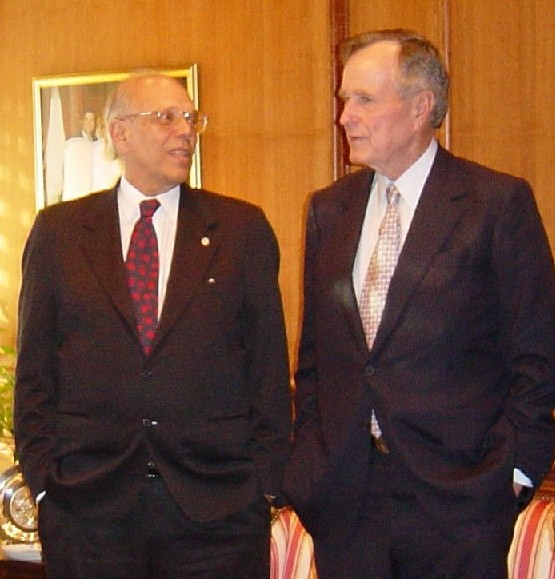
Jorge Batlle i l'expresident dels Estats Units George H. W. Bush a l'Uruguai.

Va assumir el poder amb altes expectatives dels sectors empresarials i en l'espectre liberal de l'estructura política. La seva presidència va estar marcada per un contrast de fracassos i èxits.
En els primers mesos va pretendre una solució definitiva al problema dels desapareguts en la dictadura militar amb la creació de la Comissió per a la Pau. Aquesta, integrada amb advocats representants dels tres partits polítics majoritaris, església i personalitats socials, va elaborar un informe sobre el destí final de 30 casos i trobats les restes de dos d'ells, van ser lliurats als seus familiars a l'Argentina.
Va proposar una sèrie de canvis i reformes de l'Estat que van naufragar davant de l'oposició dels gremis d'ens públics. També van ser resistides algunes de les seves mesures per membres de seu propi partit.
Si bé va haver d'afrontar una profunda crisi financera l'any 2002, que va portar la desocupació a xifres rècord, així com un brot inesperat de febre aftosa, el seu govern va ser artífex d'un posterior creixement rècord en l'economia, on la desocupació va poder ser reduïda en un 6% i el salari real mitjana va créixer un 5,21%.
El 2002 sense dubtes va ser el pitjor any de Batlle en el govern i potser en la seva història, sent president, va declarar en una entrevista que suposava que se li realitzava a micròfon tancat per a la cadena estatunidenca Bloomberg, que els argentins eren un "grup de lladres del primer fins a l'últim". El president, a més, va usar qualificatius com "no compari a l'Uruguai amb l'Argentina, som dos països distints", "millor compari'm amb Xile, Brasil o Estats Units però no amb l'Argentina". I després, va tornar a insistir, encara més enfurit: "si vostè és argentí és el seu problema", "nosaltres no tenim res a veure amb l'Argentina i els problemes de l'Argentina els ha de resoldre ella". És possible que la crisi econòmica del país veí fes que Batlle es prengués una actitud d'indiferència i empipament amb els argentins i el seu "alt nivell de corrupció". Això va derivar en una tibantora de les relacions entre Montevideo i Buenos Aires. Després, es va disculpar notòriament emocionat en un acte oficial a la Casa Rosada en conferència de premsa conjunta amb el llavors president interí de l'Argentina, Eduardo Duhalde.
També l'abril d'aquell any el president cubà Fidel Castro es va referir a Batlle com "passat i abjecte de Judas", el que va concloure amb el trenqui de relacions de l'Uruguai i Cuba des del 23 d'abril de 2002 fins a l'1 de març de 2005 quan Tabaré Vázquez assumeix la presidència.
El seu últim any de govern, davant de l'avenç de l'esquerra en les enquestes i la tibantora dins del seu propi partit, va marcar una absència de mesures significatives, destacant-se algunes excepcions en l'àrea econòmica (Tractat d'Inversions amb els Estats Units, Unificació de polítiques monetàries al Banc Central, autorització d'instal·lació de plantes europees de cel·lulosa).

## Eleccions de 2004
En les eleccions de 2004, mentre el Front Ampli obtenia la victòria electoral va ser elegit senador per al període següent. Tanmateix, arribat el moment d'assumir la banca, va renunciar-hi, que va ser assumida per qui fos el seu últim ministre d'Economia, Isaac Alfie.
Des de l'any 2004 es manté com el líder de la Llista 15, sumida al costat de la resta del Partit Colorado en una greu crisi pel seu baix rendiment electoral en els últims comicis, la que ha portat a aquest partit a un procés d'actualització ideològica.